# Língua Iraya
A língua Iraya é uma língua Filipina fala pelo povo  Mangyan da ilha  Mindoro, Filipinas.  Zorc (1974) coloca a língua iraya no grupo norte da Mangyan das línguas malaio-polinésias, embora Lobel (2013) observe que mostra "diferenças consideráveis" em relação a Tadyawan e Alangan, os outros idiomas deste grupo. Existem 7 mil a 10 mil falantes de Iraya, e esse número vem crescendo. O status da língua Iraya está se desenvolvendo, o que significa que a língua está sendo usada de maneira forte e saudável por seus falantes e também possui seu próprio sistema de escrita (embora ainda não seja completamente comum nem sustentável).

## Falantes
Ethnologue relata que Iraya é falado nos seguintes municípios da ilha norte de Mindoro.
- Província Mindoro Ocidental: municipalidadea Paluan, Abra de Ilog, Mamburao norte e Santa Cruz
- Província Mindoro Oriental: municipalidades Puerto Galera e San Teodoro

Barbian (1977) também lista a localização de Calamintao, na fronteira nordeste do município de Santa Cruz (a 7 km do rio Pagbahan da rodovia provincial).
O idioma não está bem documentado, embora uma tradução da Bíblia já esteja disponível localmente.

## Dialetos
Existem diferentes dialetos falados nas áreas Nordeste, Noroeste e Sudoeste.  Alguns desses dialetos são os seguintes:
1. Abra de Ilog
2. Alag Bako
3. Pagbahan
4. Palauan-Calavite
5. Pambuhan

Vocabulário e gramática básicos são compartilhados entre os dialetos. Além das diferenças de pronúncia, os dialetos diferem no uso preferido de palavras e expressões do vocabulário geral do Iraya. Além disso, existem empréstimos regionais de idiomas adjacentes. Iraya da planície, vivendo entre o sopé e as planícies, adotou algumas palavras do [língua tagalo|Tagalo]]. O Iraya do sopé ou nas encostas mais baixas de Ht. Halcon, adota palavras do idioma estreitamente relacionado.
Além de um registro coloquial geralmente usado chamado Ibaba, Iraya tem um registro de fala quase litúrgico conhecido como Ita'a . Esse tipo de discurso é usado em canções poderosas usadas pelos xamãs do Mindoro Ocidental.O  Ita'a é entendido apenas pelos xamãs, e outras pessoas não reconhecem essa fala Uma gravação da música de poder pode ser encontrada na área de San Teodoro, em Oriental Mindoro.

## Fonologia
A língua Iraya distingu 20 fonemas:
- 13 consoantes: p, b, m, t, d, l, s, r, k, g, ŋ, ‘
- 3 semivogais: w, y, h
- 4 vogais: i, a, e [ɨ], o

A tabela a seguir ilustra os fonemas por articulação. A consoante [ŋ] é representada como <ng> na escrita comum, e a vogal central alta [ɨ] é representada por <e>. A consoante / s / pode ter um ponto de articulação dental ou alveolar.
|                 | Labial | Dental | Palatal | Velar | Glotal |
| --------------- | ------ | ------ | ------- | ----- | ------ |
| Oclusiva surda  | p      | t      |         | k     | ‘      |
| Oclusiva sonora | b      | d      |         | g     |        |
| Nasals          | m      | n      |         | ŋ     |        |
| Fricativa       |        | s      |         |       |        |
| Lateral         |        | l      |         |       |        |
| Vibrante        |        | r      |         |       |        |
| Semivogais      | w      |        | y       |       | h      |

|         | Anterior | Central | Posterior |
| ------- | -------- | ------- | --------- |
| Fechada | i        | ɨ       |           |
| Medial  |          |         | o         |
| Aberta  |          | a       |           |

### Intonação
Parágrafo Declarativo: : A primeira frase começa em um tom alto. Em seguida, cada uma das próximas frases terá um tom mais baixo. A última frase terá o tom ainda mais baixo.
Parágrafo Emocional ou Dramático: Este é o oposto dos parágrafos declarativos. Cada sentença se torna mais alta que a sentença anterior, até a última sentença terminar com um tom mais ou menos mais alto e uma pausa longa.

### Sílabas
Os seguintes tipos de sílabas são usados no idioma Iraya. (C = consoante; V = vogal)
1. CV (ex. ka.wu 'você'; ta.wa 'quem')
2. CVC (ex. na.kay 'por que, o que')
3. CCV (ex. kwi.tis 'fogos artifício')
4. CCVC (ex pwis.tu 'local; colocar')

Em grupos consonantais, o idioma Iraya usa apenas / w / ou / r / como segunda consoante num cluster inicial, como nos dois exemplos  kwitis  e  pwistu  apresentados acima (o último sendo uma palavra de empréstimo em espanhol).

## Pronomes
Casos nominativos (ou subjetivos) e genitivos (ou possessivos) são diferenciados para pronomes. Por exemplo, o pronome "Eu" traduzido para aku em Iraya, e o pronome "meu" é na'ay. A língua Iraya possui formas duplas de pronome baseadas no número 'dois'. A tabela a seguir apresenta o paradigma pronominal Iraya.
Pronomes Pessoais
|                     | Nominativo | Genitivo |
| ------------------- | ---------- | -------- |
| 1ª singular         | aku        | na'ay    |
| 2ª singular         | kawu       | kumu     |
| 3ª singular         | iya        | kunin    |
| 1ª dual inclusivo   | kita       | kita     |
| 1ª dual exclusivo   | kidawa     | kidawa   |
| 2ª dual             | kandawa    | kandawa  |
| 3ª dual             | sidawa     | sidawa   |
| 1ª plural inclusivo | tamu       | tamu     |
| 1ª plural exclusivo | yamen      | yamen    |
| 2ª plural           | kuyu       | kuyu     |
| 3ª plural           | kura       | kura     |

### Demonstrativos
Zorc (1974) lista esses demonstrativos:
| Português  | Iraya |
| ---------- | ----- |
| este       | tiya' |
| esse       | nabah |
| aquele     | nata' |
| aqui       | tuwa' |
| ali        | sabah |
| thlá (far) | sata' |

### Interrogativos
| Português  | Iraya        |
| quanto(s)  | bidu'        |
| quanto(s)s | umaning      |
| o quê      | kayu, pakayu |
| por que    | nakay        |
| pnde       | saru         |

As duas palavras bidu e ' 'umaning' 'se traduzem como 'quanto, quantos', mas têm usos diferentes. Exemplos dessas palavras de pergunta são apresentados abaixo:
- Bidu 'mada dayu' ag gura'an? 'Qual a distância (qual a distância) da cidade?'
- Umaning aku kuyay kawu?  'Quanto mais velho eu sou do que você?'

A última frase usa  umaning  porque conta a idade.

### Advérbios de tempo
| Eortuguês      | Iraya     |
| -------------- | --------- |
| há pouco tempo | aray      |
| antes          | naruwa'an |
| agora          | Nguna     |
| ainda          | baywi     |
| no fututo      | duma      |

## Numeração
|           | Cardinal      | Ordinal            |
| --------- | ------------- | ------------------ |
| um 1°     | sa'i          | una                |
| dois 2º   | darawa, darwa | ikadarawa, ikarawa |
| três,3º   | tatlu         | ikatatlu           |
| quatro 4º | apat, upat    | ika'apat           |

## Vocabulário
| Português   | Iraya   |
| ----------- | ------- |
| Ambos       | tanan   |
| Não mais    | balen   |
| Alguns      | buhida  |
| Todos, tudo | bu'u    |
| Mais        | iben-te |
| Pequeno     | uman    |
| Sufuciente  | sibay   |
| Cada        | tayma   |